# Arze ha-Bira
Arze ha-Bira (hebr. ארזי הבירה) – osiedle mieszkaniowe w Jerozolimie położone w centralnej części miasta. Na północy graniczy z dzielnicami Ma’alot Dafna, na wschodzie z Szemu'el ha-Nawi, na południu z Bet Jisra’el oraz na wschodzie z Sheikh Jarrah. W dzielnicy mieszka około 200 rodzin z ultraortodoksyjnego odłamu Judaizmu – Haredim.

## Etymologia nazwy
Nazwa Arze ha-Bira dosłownie znaczy „Cedry stolicy”.

## Historia
Dzielnica Arze ha-Bira została zbudowana po wojnie sześciodniowej na terenach do tej pory nie przeznaczonych pod zabudowę mieszkalną. Dzielnica powstała w 1972. Początkowo zabudowania miały stać się częścią dzielnicy Ma’alot Dafna z czasem nabrały jednak odrębnego charakteru.

## Komunikacja
Przy osiedlu przebiega droga ekspresowa nr 1  (Jerozolima–Tel Awiw).